# Barbarakerk (Moskou)
De Kerk van de Heilige Barbara (Russisch: Варваринская церковь) is een Russisch-orthodoxe kerk in Moskou. De kerk is gelegen in het centrum aan de Oelitsa Varvarka, een van de oudste straten van Moskou, vroeger het hart van de oude koopmanswijk.

## Geschiedenis
Ten zuiden van de huidige kerk stond al de 14e eeuw een kerk gewijd aan de heilige Barbara. De in Rusland befaamde architect van Italiaanse afkomst Alevisio Lamberti da Montagnano bouwde een stenen kerk die in de 18e eeuw werd afgebroken. De huidige kerk werd op de fundamenten van de oude kerk gebouwd door architect Kazakov Rodion tussen 1796-1804. De plechtige wijding vond plaats op 26 juni 1804. Enkele jaren later werd de kerk in 1812 ernstig ontwijd door de Fransen, maar in de jaren 20 van dezelfde eeuw werd het gebouw weer gerestaureerd.

## Sovjetperiode
De kerk werd na de revolutie in de jaren 20 gesloten. Daarna volgde gedeeltelijke beschadiging van het gebouw. In 1965-1967 volgde restauratie en herstel van de deels gesloopte klokkentoren onder leiding van architect G. Makarov en werd er een museum in gehuisvest.

## Heropening
De kerk keerde in 1991 terug naar de Russisch-orthodoxe Kerk.